# 卡尼亚韦拉斯
卡尼亚韦拉斯，是西班牙卡斯蒂利亚-拉曼恰昆卡省的一个市镇。总面积74平方公里，总人口381人（2001年），人口密度5人/平方公里。